# Ahmad al-Faki
Ahmad al-Faki (arab. أحمد الفقي) – libijski siatkarz, olimpijczyk. 
Brał udział w igrzyskach olimpijskich w 1980 roku (Moskwa). Wystąpił w trzech spotkaniach przegranych wyraźnie 0–3 (zagrał w meczach grupowych z Brazylią, Polską i Rumunią). Zajął wraz z kolegami ostatnie 10. miejsce.